# Clarence Crafoord

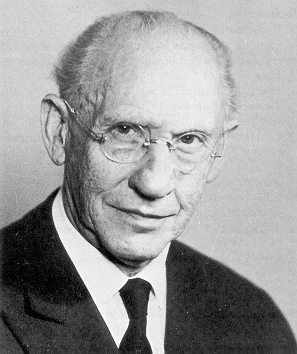
Clarence Crafoord

Clarence Crafoord (* 28. Mai 1899 in Hudiksvall; † 25. Februar 1984 in Danderyd) war ein schwedischer Chirurg (kardiovaskuläre Chirurgie und Thoraxchirurgie) in Stockholm.

## Biografie
Clarence Crafoord erhielt sein Lizenziat in Medizin in Stockholm 1924 und seinen medizinischen Doktortitel 1938. Er war von 1939 bis 1957 leitender Chirurg am Sabbatsberg Hospital (Sabbatsberg-Sjukhuset) in Stockholm (an dem er seit 1928 tätig war) und 1957 bis 1966 Leiter der Klinik für Thorax-Chirurgie am Krankenhaus sowie 1948 bis 1966 Professor am Karolinska-Institut, an dem er schon ab 1940 Dozent war.
Im Oktober 1944 gelang ihm mit G. Nylin als Erster die chirurgische Korrektur einer angeborenen Aortenisthmusstenose durch Resektion der kongenitalen Aortenstenose mit End-zu-End-Naht. Das war ein Jahr bevor dies Robert Edward Gross gelang, der auch häufig als Pionier genannt wird. Das klassische Crafoord’sche Vorgehen wurde von Karl Vossschulte für bestimmte Formen der Isthmusstenose vereinfacht.
In den 1930er Jahren führte er Heparin in die Thrombose-Prophylaxe ein. Der erste Behandlung einer tiefen Beinvenenthrombose mit Heparin nahm er 1937 vor. In den 1940er Jahren entwickelte er eine sichere Methode der Pneumonektomie.
1954 gelang ihm und seinem Oberarzt Åke Senning der erste Einsatz der Herz-Lungen-Maschine in Europa (der zweite erfolgreiche Einsatz überhaupt). Die operierte junge Patientin hatte an einem Tumor in der rechten Herzkammer gelitten und lebte auch nach 40 weiteren Jahren noch.
1962 erhielt Crafoord den Canada Gairdner International Award. 1946 erhielt er den Großen Preis (Stora Pris) der Königlich Technischen Hochschule in Stockholm. Er war mehrfacher Ehrendoktor (Córdoba in Argentinien, Coimbra, Turin 1954, San-Marco-Universität Lima, Grenoble 1949, Sorbonne 1950, Cuyo-Universität Mendoza in Argentinien).